# Alfred Kinsey
Alfred Charles Kinsey (ur. 23 czerwca 1894 w Hoboken, zm. 25 sierpnia 1956 w Bloomington) – amerykański biolog. Autor nazwanego jego nazwiskiem Raportu, dokumentu uznawanego za przełomowy w historii seksuologii. Profesor  zoologii, w tym entomologii. W 1947 założył Institute for Research in Sex, Gender and Reproduction na Indiana University, znany dzisiaj jako Kinsey Institute for Research in Sex, Gender, and Reproduction.
Na podstawie swoich raportów Kinsey opublikował dwie książki: Zachowanie seksualne mężczyzny z 1948 roku i Zachowanie seksualne kobiety z 1953 roku. Książki te wywołały skandal, a ich autora uważa się do dziś za ojca rewolucji seksualnej.

## Życiorys

### Biolog
W dzieciństwie pasjonował się biologią . Początkowo, pod wpływem ojca, zdecydował się studiować inżynierię. Po roku zmienił jednak zdanie i rozpoczął studia z biologii na małym uniwersytecie w mieście Bowdoin, gdzie uzyskał licencjat w 1916 roku . W tym samym roku rozpoczął studia magisterskie z biologii na Harvardzie. Podczas studiów na Harvardzie ogromny wpływ wywarł na niego biolog William Morton Wheeler . W 1917 roku rozpoczął badania nad rodziną galasówkowatych. Tematyka klasyfikacji tej grupy owadów była tematem jego doktoratu, który uzyskał w 1919 roku .
W 1920 roku został zatrudniony jako pracownik naukowy na Indiana University. W 1921 roku poznał swoją przyszłą małżonkę Clarę McMillen, mieli później trójkę dzieci. Kinsey kontynuował swoje badania nad galasówkowatymi. W latach 20. i 30. zebrał i sklasyfikował 35 000 tych owadów . W tym okresie zajmował się także pisaniem podręczników do biologii. Jeden z nich – „Wprowadzenie do biologii” – sprzedał się w nakładzie pół miliona egzemplarzy. Dochody ze sprzedaży podręczników pokrywały koszty jego podróży. Opublikował książkę na temat galasówkowatych, nie wzbudziła ona jednak wielkiego uznania. Badacz nie otrzymał propozycji objęcia stanowiska profesora na znanym uniwersytecie, na co liczył .

### Seksuolog
W 1937 roku zaangażował się w dyskusję, która zmieniła jego życie. Gazetka uniwersytecka skrytykowała uniwersytet za przestarzały program edukacji seksualnej. Kinsey poparł studentów i postanowił zorganizować naukowy kurs na temat małżeństwa i rodziny. Kurs miał z założenia mieć charakter prezentacji obiektywnej, naukowej, biologicznej wiedzy na temat ludzkiej seksualności. Istotnym problemem wśród młodzieży w tym okresie były choroby weneryczne, studenci domagali się informacji na ten temat, a także informacji na temat zachodzenia w ciążę i antykoncepcji.
Pierwsze zajęcia odbyły się w czerwcu 1938 roku. Na wykładach Kinsey omawiał m.in. dzieła polskiego antropologa Bronisława Malinowskiego. Kurs stał się niezwykle popularny, w 1940 uczestniczyło w nim 400 studentów . W celu zgromadzenia wiedzy na temat seksualności Kinsey zaczął prowadzić wywiady ze studentami, wypytując ich na temat ich życia seksualnego . Zaprojektował dla tego celu specjalny kwestionariusz, który składał się z 300 do 521 pytań. Metody Kinseya zaczęły budzić kontrowersje. Niektórzy wykładowcy narzekali, że kurs Kinseya i jego metody badawcze pobudzają seksualność młodzieży . Pod wpływem krytyki Kinsey zrezygnował z prowadzenia kursu, ale wciąż prowadził badanie ankietowe.
W 1947 roku założył Institute for Research in Sex, Gender and Reproduction na Indiana University, potocznie zwany Instytutem Kinseya. Działalność instytutu została sfinansowana z grantu Fundacji Rockefellera .
W 1948 roku opublikował książkę poświęconą męskiej seksualności (Sexual Behavior in the Human Male). Była ona oparta na 5300 wywiadach. Książka zawierała wiele kontrowersyjnych danych. Stwierdzała, że 37% zbadanych mężczyzn miało przynajmniej jeden homoseksualny kontakt seksualny w życiu (niekoniecznie stosunek), 4% mężczyzn od 18. roku życia uprawiało seks wyłącznie z mężczyznami , 90% badanych się masturbowało, 30–45% badanych zdradzało partnerki lub partnerów, 70% zbadanych mężczyzn korzystało z usług prostytutek, a 17% dzieci rolników miało kontakty seksualne ze zwierzętami. Książka stała się bestsellerem, sprzedano 200 tys. egzemplarzy w dwa miesiące. Przedstawione w niej poglądy i badania wzbudziły ogromne oburzenie ze strony osób religijnych, polityków i intelektualistów prawicowych .
W 1953 roku opublikował książkę na temat kobiet, Sexual Behavior in the Human Female . Przedstawiała ona podobną tezę jak poprzednia. Głosiła, że rzeczywiste ludzkie kontakty seksualne mają niewiele wspólnego z tym, jak przedstawia je konserwatywna moralność. 62% zbadanych przez Kinseya kobiet masturbowało się, 50% uprawiała seks przed ślubem, 26% zdradziło męża . Dane te były wstrząsem dla konserwatywnej opinii publicznej w USA. Jeszcze większe oburzenie wzbudził wniosek Kinseya, że jeśli kobiety doświadczyły orgazmu przed ślubem, miały później bardziej udane życie seksualne w małżeństwie.
W 1951 roku Fundacja Rockefellera finansująca Instytut zdecydowała się przeprowadzić audyt metodologii badań Kinseya. Powołano do tego celu specjalny zespół statystyków. Wnioski były w ogólnej wymowie pozytywne, eksperci przedstawili jednak pewne propozycje usprawnienia metodologii. Propozycje zostały odrzucone przez Kinseya, na skutek tego wkrótce stracił on wsparcie finansowe fundacji .
W ostatnich latach życia Kinsey pracował nad książką na temat homoseksualizmu. Swój ostatni wywiad przeprowadził 24 maja 1954 roku. Był to wywiad numer 7985. Zmarł 25 sierpnia 1956 roku .

## Upamiętnienie
W 2004 roku ukazał się film o życiu Alfreda Kinseya, Kinsey. W tym samym roku powstała również książka autorstwa T. C. Boyle’a W kręgu Kinseya, opisująca pracę i życie prywatne seksuologa z punktu widzenia fikcyjnego współpracownika seksuologa, Johna Milka.

## Krytyka
Badacze są zgodni, że badania Kinseya były przeprowadzane na niereprezentatywnej próbie, uważa tak również dyrektor Instytutu Kinseya w latach 90. XX wieku seksuolog John Bancroft . Brak reprezentatywności oznacza, że nie można ich ekstrapolować na całą populację mieszkańców USA w latach 50. XX wieku, tym bardziej na całą populację świata. Po śmierci Kinseya w latach 70. założony przez niego instytut przeprowadził badanie na reprezentatywnej próbie mieszkańców USA, które weryfikowało dane podane przez Kinseya w latach 50. 
Krytycy Kinseya Margaret Mead i Reinhold Niebuhr zwracają uwagę, że badacz zaniedbywał w swoich badaniach emocjonalne i społeczne aspekty ludzkiej seksualności .